# Юнусов, Обиджан
Обиджан Юнусов (20 ноября 1934, Ташкент, Узбекская ССР, СССР — 21 сентября 2015, Ташкент, Узбекистан) — советский и узбекский актёр Узбекского драматического театра имени Хамзы и кино, народный артист Узбекской ССР. Сын Юнуса Раджаби.

## Биография
Родился в семье композитора Юнуса Раджаби.
В 1956 году окончил Ташкентский театрально-художественный институт.
Актёр Узбекского драматического театра им.Хамзы (ныне Национального академического театра драмы Узбекистана), на сцене которого исполнил более 100 ролей. Снялся в более 30 художественных фильмах. Наиболее заметной работой артиста в театре стал образ Уткури в спектакле «Парвона», а популярность в кино принялся ему роль жениха в фильме «Туйлар муборак» («Со свадьбой»).
Об актере был снят документальный фильм «Армон».

## Награды и звания
Народный артист Узбекской ССР (1987). Лауреат Государственной премии Узбекской ССР (1988).

## Фильмография
- 2011 «Патриоты» | Фидоийлар (Узбекистан), Юнус ота
- 2010 «Свадьба на поминках» | Таъзиядаги тўй (Узбекистан), главная роль
- 2007 «Анора» | Anora (Узбекистан)
- 2006 «Ватан» (Узбекистан)
- 2005 «Фатима и Зухра» | Fatima va Zuhra (Узбекистан), дядя Зухры
- 2004 «Влюбленный» | Девона (Узбекистан)
- 2000 «Чаенгуль» (Узбекистан)
- 1998 «Шайтанат — царство бесов» (Узбекистан), старик
- 1992 «Маклер» (Узбекистан)
- 1992 «Ангел в огне»
- 1989 «Шок», эпизод
- 1989 «Восточная плутовка» | Майсаранинг иши, Муладост
- 1987 «Уходя, остаются» | Армон, главная роль
- 1987 «Горечь падения»
- 1985 «Последняя инспекция»
- 1985 «Бунт невесток» | Келинлар қўзғалони
- 1982 «Низами», эпизод
- 1982 «Встреча у высоких снегов», отец Джумы
- 1982 «Весенний дождь»
- 1981 «Золотое руно», отец Зухра
- 1981 «Большая короткая жизнь», Батыр
- 1979 «Путешествие достойных», директор школы
- 1979 «На ринг вызывается…»
- 1979 «Дуэль под чинарой», Абдулла
- 1979 «Берегись! Змеи!», Азимов
- 1978 «Подарю тебе город», Юнус, главная роль
- 1971 «Неожиданное рядом», эпизод
- 1967 «Войди в мой дом», эпизод